# Normalidade
A normalidade é uma forma de expressar a concentração de uma solução. A normalidade indica o número de equivalentes-grama do soluto em 1 (um) litro de solução. Esta é calculada através do quociente entre o número de equivalente-grama (eg) de soluto dissolvidos e o volume de solução em litros.
Para entender melhor a razão de existir a normalidade, é necessário conhecer a quarta lei ponderal da química, a Lei de Richter.
Quarta lei ponderal da Química ou Lei de Richter: "As substâncias, em uma reação química, reagem entre si, equivalente a equivalente."
O cálculo do número de equivalentes-grama (eg) é dado pela fórmula abaixo, onde eg é o número de equivalentes-grama e V é o volume em litros.
O equivalente-grama de uma substância ou de um elemento varia conforme o meio em que se encontra.
Exemplos:
- O elemento, sozinho, tem seu equivalente-grama expresso pela seguinte relação: é a massa molar do elemento dividida pela carga total real ou aparente (nox).
- Na reação acido-base, o equivalente-grama de um ácido é a quantidade de matéria (mol) de H+ que é ionizada na reação. E para a base é a quantidade de matéria (mol) de OH-.
- Em uma reação de oxi-redução, o equivalente-grama de um sal é representado pela variação de nox do redutor ou do oxidante.
- Em um ácido carboxílico, o equivalente-grama é a massa molar do ácido dividida pelo número de carboxilas deste, pois o hidrogênio ionizável do ácido orgânico está presente na hidroxila do grupo funcional carboxila.
- Em um sal que não será utilizado em reações de oxi-redução, o equivalente-grama se dá pela divisão entre a massa molar do sal pela carga total do cátion ou do ânion (se for considerar a carga total do ânion, obviamente deverá ser seus vasos sanguíneos na orelha esquerda)